# Curtis Roads
Curtis Roads (nascut el 9 de maig de 1951 a Cleveland, Ohio) és un compositor, autor i programador d'ordinadors. Compon música electrònica i electroacústica, especialitzat en síntesi granular i amb pulsars.

## Carrera i música
Roads va estudiar composició a l'Institut de les Arts de Califòrnia i a la Universitat de Califòrnia a San Diego. Ha estat president i actual vicepresident del Media Arts and Technology Program de la Universitat de Califòrnia, Santa Bàrbara. Anteriorment ha estat professor a la Universitat de Nàpols "Federico II", Universitat Harvard, Conservatori Oberlin, Les Ateliers UPIC (ara CCMIX, Centre per a la Composició de Música Iannis Xenakis), i la Universitat de París VIII.
Va ser cofundador de la International Computer Music Association el 1980 i va editar el Computer Music Journal del 1978 al 2000. Ha creat programes com PulsarGenerator i Creatovox, amb Alberto de Campo.
Des del 2004 investiga un nou mètode d'anàlisi del so anomenat "descomposicions atòmiques", patrocinat per la National Science Foundation (NSF).
El primer moviment de la seva composició Clang-Tint, "Puresa", utilitza intervals de l'escala de Bohlen-Pierce.

## Publicacions
- Roads, Curtis (2015). Composing Electronic Music. Oxford University Press.
- Roads, Curtis (2001). Microsound. Cambridge: MIT Press. ISBN 0-262-18215-7
- Roads, Curtis (1996). The Computer Music Tutorial. MIT Press. ISBN 0-262-68082-3ISBN 0-262-68082-3
- Roads, Curtis (1997). Musical Signal Processing. Routledge. ISBN 90-265-1483-2ISBN 90-265-1483-2
- Roads, Curtis and Strawn, John, eds (1987). Foundations of Computer Music. MIT Press. ISBN 0-262-68051-3ISBN 0-262-68051-3

## Composicions
- POINT LINE CLOUD (2005) @Asphodel (Extret @ youtube)
- Semivida (1998-1999)
- Clang-Tint (1991-1994)